# کونستانتنوف ووتسکی
کونستانتنوف ووتسکی (به لاتین: Konstantynów Łódzki، تلفظ: [kɔnstanˈtɨnuf--ˈwut͡skʲi]) یک شهرک در لهستان است که در شهرستان پابیانیتسه واقع شده‌است.

## خصوصیات
کونستانتنوف ووتسکی ۲۶٫۸۷ کیلومترمربع مساحت و ۱۷٬۵۶۴ نفر جمعیت دارد.